# استاچیوز
استاچیوز (به انگلیسی: Stachyose) با فرمول شیمیایی C24H42O21 یک ترکیب شیمیایی با شناسه پاب‌کم 177595 است. که جرم مولی آن ۶۶۶٫۵۷۸ گرم بر مول می‌باشد. 